# Мужская сборная Саудовской Аравии по баскетболу 3×3
Мужская сборная Саудовской Аравии по баскетболу 3×3 представляет Саудовскую Аравию на международных соревнованиях по баскетболу 3×3. Управляющим органом является Баскетбольная федерация Саудовской Аравии.
По состоянию на 28 августа 2024, мужская сборная Саудовской Аравии по баскетболу 3×3 занимает 42-е место в мировом рейтинге ФИБА мужских сборных по баскетболу 3×3.

## Результаты выступлений
| Турнир                      | Золото | Серебро | Бронза | Всего |
| --------------------------- | ------ | ------- | ------ | ----- |
| Чемпионат Азии              | 0      | 1       | 0      | 1     |
| Игры исламской солидарности | —      | —       | —      | —     |
| Итого                       | 0      | 1       | 0      | 1     |

### Чемпионат Азии по баскетболу 3x3
| Год        | Место          | Игры           | Победы         | Поражения      | Состав команды                                                                  |
| ---------- | -------------- | -------------- | -------------- | -------------- | ------------------------------------------------------------------------------- |
| Доха 2013  | 2              | 6              | 5              | 1              | Nassir Abojalas, Marzouq Ghazi M Almuwallad, Mohammed Alsager, ayman almuwallad |
| 2017—н. в. | не участвовали | не участвовали | не участвовали | не участвовали | не участвовали                                                                  |

### Игры исламской солидарности
| Год       | Место          | Игры           | Победы         | Поражения      | Состав команды                                                  |
| --------- | -------------- | -------------- | -------------- | -------------- | --------------------------------------------------------------- |
| Баку 2017 | 7              | 5              | 2              | 3              | Mohammed Alsager, Faisal Aldawsari, Hassan Ali, Nassir Abojalas |
| 2021      | не участвовали | не участвовали | не участвовали | не участвовали | не участвовали                                                  |